# Finska mästerskapet i bandy 1979/1980
Finska mästerskapet i bandy 1979/1980 spelades som dubbelserie följd av slutspel. Lappeenrannan Veiterä vann mästerskapet.

## Mästerskapsserien

### Slutställning
| Lag                    | Spelade | Vinster | Oavgjorda | Förluster | Målskillnad | Poäng |
| ---------------------- | ------- | ------- | --------- | --------- | ----------- | ----- |
| IFK Helsingfors        | 18      | 14      | 0         | 4         | 77–41       | 28    |
| Lappeenrannan Veiterä  | 18      | 11      | 3         | 4         | 88–44       | 25    |
| Veitsiluodon Vastus    | 18      | 11      | 1         | 6         | 82–57       | 23    |
| Mikkelin Kampparit     | 18      | 9       | 4         | 5         | 57–47       | 22    |
| OLS                    | 18      | 10      | 1         | 7         | 79–64       | 21    |
| Borgå Akilles          | 18      | 9       | 0         | 9         | 52–62       | 18    |
| Warkauden Pallo -35    | 18      | 5       | 3         | 10        | 51–63       | 13    |
| Sakta Farten, Borgå    | 18      | 4       | 3         | 11        | 35–61       | 11    |
| OPS                    | 18      | 5       | 1         | 12        | 41–79       | 11    |
| Botnia-69, Helsingfors | 18      | 3       | 2         | 13        | 45–89       | 8     |

Botnia åkte ur serien. Nykomling blev ToPV.

### Grundseriens skytteliga
| Placering | Spelare           | Lag       | Mål |
| --------- | ----------------- | --------- | --- |
| 1.        | Leo Segerman      | Veiterä   | 30  |
| 2.        | Veikko Niemikorpi | HIFK      | 27  |
| 2.        | Matti Alatalo     | OLS       | 27  |
| 4.        | Kari Talma        | Vastus    | 18  |
| 5.        | Pekka Vartiainen  | Akilles   | 17  |
| 5.        | Risto Muotka      | Kampparit | 17  |
| 5.        | Seppo Siiskonen   | Botnia    | 17  |
| 8.        | Asko Eskola       | OLS       | 16  |
| 9.        | Eero Hamari       | OLS       | 15  |
| 9.        | Seppo Laakkonen   | WP-35     | 15  |

Poängkung var Matti Alatalo med 43 poäng.

## Semifinaler
Semifinalerna avgjordes i dubbelmöten, och det sämst placerade laget fick spela första matchen på hemmaplan.
| Lag 1               | Resultat | Lag 2                 | Match 1    | Match 2    |
| ------------------- | -------- | --------------------- | ---------- | ---------- |
| Mikkelin Kampparit  | 6–20     | IFK Helsingfors       | 3–10 (0–4) | 3–10 (2–5) |
| Veitsiluodon Vastus | 10–16    | Lappeenrannan Veiterä | 5–4 (2–2)  | 5–12 (1–3) |

## Match om tredje pris
| Lag 1               | Resultat  | Lag 2              |
| ------------------- | --------- | ------------------ |
| Veitsiluodon Vastus | 4–1 (3–1) | Mikkelin Kampparit |

## Final
| Lag 1           | Resultat  | Lag 2                 |
| --------------- | --------- | --------------------- |
| IFK Helsingfors | 3–4 (2–1) | Lappeenrannan Veiterä |

## Slutställning
| Placering | Lag                   |
| --------- | --------------------- |
| 1.        | Lappeenrannan Veiterä |
| 2.        | IFK Helsingfors       |
| 3.        | Veitsiluodon Vastus   |
| 4.        | Mikkelin Kampparit    |

## Finska mästarna
Veiterä: Mikko Pyysing, Mauri Kiukas, Timo Serenius, Urho Partanen, Heikki Raitavuo, Jukka Kosonen, Ossi Sutinen, Kari Peuhkuri, Seppo Sarkima, Leo Segerman, Hannu Hatara; Pekka Petriläinen, Matti Sivenius, Juha Mänttäri, Yrjö Skaffari, Petri Hämäläinen, Jukka Tirkkonen, Jarmo Suni. Tränare Esko Heltola.

### Fotnoter
1. ↑  Maalikuningas ja pistepörssin voittaja kautta aikojen Finlands bandyförbund